# Луїс Альварес (лучник)
Луїс Антоніо Альварес Мурільйо (ісп. Alejandra Valencia Trujillo, нар. 17 квітня 1991) — мексиканський лучник, бронзовий призер Олімпійських ігор 2020 року.

## Виступи на Олімпіадах
| Олімпіада   | Дисципліна             | Місце |
| ----------- | ---------------------- | ----- |
| Лондон 2012 | індивідуальна першість | 17    |
| Лондон 2012 | командна першість      | 4     |
| Токіо 2020  | змішана команда        | 3     |